# North Crawley
North Crawley – wieś w Anglii, w hrabstwie ceremonialnym Buckinghamshire, w dystrykcie (unitary authority) Milton Keynes. Leży 75 km na północny zachód od centrum Londynu.